# Niklas Gunnarsson
Niklas Gunnarsson (Tønsberg, 27 de abril de 1991) es un futbolista noruego. Juega de defensor y su equipo es el Neuchâtel Xamax FCS de la Challenge League.

## Selección nacional
Ha sido internacional con la selección de Noruega en una ocasión sin anotar goles.

## Clubes
| Club                         | País    | Año       | Partidos | Goles |
| ---------------------------- | ------- | --------- | -------- | ----- |
| Odds BK                      | Noruega | 2010-2013 | 55       | 3     |
| Vålerenga                    | Noruega | 2014-2016 | 44       | 4     |
| IF Elfsborg (cedido)         | Suecia  | 2015      | 11       | 1     |
| Hibernian F. C. (cedido)     | Escocia | 2016      | 15       | 2     |
| Djurgårdens IF               | Suecia  | 2016-2018 | 65       | 3     |
| U. S. Palermo                | Italia  | 2019      | 0        | 0     |
| Sarpsborg 08 FF              | Noruega | 2019      | 10       | 0     |
| Strømsgodset IF              | Noruega | 2020-2022 | 74       | 3     |
| IFK Norrköping               | Suecia  | 2023      | 11       | 0     |
| Yverdon-Sport F. C.          | Suiza   | 2023-     | 34       | 0     |
| Neuchâtel Xamax FCS (cedido) | Suiza   | 2025-     | 11       | 0     |

## Palmarés

### Títulos nacionales
| Título          | Club            | País    | Año  |
| --------------- | --------------- | ------- | ---- |
| Copa de Escocia | Hibernian F. C. | Escocia | 2016 |
| Copa de Suecia  | Djurgårdens IF  | Suecia  | 2018 |